# Birgit Meineke
Birgit Meineke, gift Meineke-Heukrodt, född 4 juli 1964 i Berlin, är en inte längre aktiv östtysk simmare. Hon fick utan att vara informerad av sina tränare och läkare dopningsmedel.
Meineke hade sina största framgångar vid världsmästerskapen i simsport 1982. Hon vann guldmedaljer över 100 meter frisim individuell, över 4 x 100 meter frisim med laget och över 4 x 100 meter medley. Dessutom fick hon en silvermedalj över 200 meter frisim. Östtyskland var med i bojkotten mot olympiska sommarspelen 1984 i Los Angeles och därför fick Meineke inte delta.
Under flera år fick östtyska idrottare av landets ledare dopningsmedel. Några som Meineke visste inte att behandlingen skedde med förbjudna substanser. Idrottarna mottog anabola steroider och de fick ordern att inta p-piller. Hela systemet blev omfattande känd i samband med en rättsprocess i Berlin året 1998.
På grund av dopningsmedlen fick Meineke en tumör i levern och andra sjukdomar.
Meineke gifte sig med kanotisten Olaf Heukrodt och de har en son tillsammans. Hon började efter idrottskarriären vid ett sjukhus i Berlin-Buch.